# Hoàng Văn Diệm
Hoàng Văn Diệm (sinh ngày 25 tháng 2 năm 1913, quê quán ở huyện Quảng Điền, tỉnh Thừa Thiên) là chính trị gia người Việt Nam. Ông là đảng viên của Đảng Cộng sản Việt Nam. Ông là đại biểu Quốc hội Việt Nam khóa đầu tiên thuộc đoàn đại biểu tỉnh Quảng Bình. Ông từng là Phó Chủ tịch Ủy ban nhân dân, Chủ tịch Việt Minh tỉnh Quảng Bình. Ông là người dân tộc Kinh.

## Tiểu sử
Ngày 28 tháng 7 năm 1947, Ủy ban kháng chiến hành chính Khu IV quyết định cử Hoàng Văn Diệm làm Chủ tịch Ủy ban kháng chiến hành chính tỉnh Quảng Bình.